# EFuse
 (octobre 2022).
La mise en forme du texte ne suit pas les recommandations de Wikipédia : il faut le « wikifier ».
Les points d'amélioration suivants sont les cas les plus fréquents. Le détail des points à revoir est peut-être précisé sur la page de discussion.
- Les titres sont pré-formatés par le logiciel. Ils ne sont ni en capitales, ni en gras.
- Le texte ne doit pas être écrit en capitales (les noms de famille non plus), ni en gras, ni en italique, ni en « petit »…
- Le gras n'est utilisé que pour surligner le titre de l'article dans l'introduction, une seule fois.
- L'italique est rarement utilisé : mots en langue étrangère, titres d'œuvres, noms de bateaux, etc.
- Les citations ne sont pas en italique mais en corps de texte normal. Elles sont entourées par des guillemets français : « et ».
- Les listes à puces sont à éviter, des paragraphes rédigés étant largement préférés. Les tableaux sont à réserver à la présentation de données structurées (résultats, etc.).
- Les appels de note de bas de page (petits chiffres en exposant, introduits par l'outil «  Source ») sont à placer entre la fin de phrase et le point final[comme ça].
- Les liens internes (vers d'autres articles de Wikipédia) sont à choisir avec parcimonie. Créez des liens vers des articles approfondissant le sujet. Les termes génériques sans rapport avec le sujet sont à éviter, ainsi que les répétitions de liens vers un même terme.
- Les liens externes sont à placer uniquement dans une section « Liens externes », à la fin de l'article. Ces liens sont à choisir avec parcimonie suivant les règles définies. Si un lien sert de source à l'article, son insertion dans le texte est à faire par les notes de bas de page.
- La présentation des références doit suivre les conventions bibliographiques. Il est recommandé d'utiliser les modèles {{Ouvrage}}, {{Chapitre}}, {{Article}}, {{Lien web}} et/ou {{Bibliographie}}. Le mode d'édition visuel peut mettre en forme automatiquement les références.
- Insérer une infobox (cadre d'informations à droite) n'est pas obligatoire pour parachever la mise en page.

Pour une aide détaillée, merci de consulter Aide:Wikification.
Si vous pensez que ces points ont été résolus, vous pouvez retirer ce bandeau et améliorer la mise en forme d'un autre article.
En informatique, un eFuse (fusible électronique) est un fusible microscopique inséré dans une puce informatique. Cette technologie a été inventée par IBM en 2004  pour permettre la reprogrammation dynamique en temps réel des puces. Abstraitement, la logique informatique est généralement "gravée" ou "câblée" sur une puce et ne peut pas être modifiée une fois que la fabrication de la puce est terminée. En utilisant plusieurs eFuse, un fabricant de puces peut permettre aux circuits d'une puce de changer pendant son fonctionnement.

## Mécanisme d'action
Les eFuse peuvent être constitués de silicium ou de traces de métal. Dans les deux cas, la rupture se produit par électromigration, le phénomène selon lequel le flux électrique provoque le déplacement du matériau conducteur. Bien que l'électromigration soit généralement indésirable dans la conception des puces, puisqu'elle peut provoquer des défaillances, le faible taux de metal fait qu'ils tombent en panne avant les autres,.

## Utilisations
Les eFuse étaient initialement vendus par IBM comme un moyen d'ajuster la performance depuis l'intérieur des puces. Si un des sous-systèmes tombe en panne, ou prend trop de temps à répondre, ou qu'il consomme trop d'énergie, la puce peut instantanément changer son comportement en causant la rupture d'un eFuse,,.
Ils sont plus souvent utilisés comme Mémoire morte programmable (ROM) à usage unique, cela va de l'écriture d'informations uniques sur les CPU, ou dans le cas des consoles de jeux et autres matériels à usage restreint, d'empêcher les rétrogradations des versions de systèmes d'exploitation en enregistrant de manière permanente le numéro de version la plus récente installée. La Xbox 360, la Nintendo Switch et le Pixel 6 sont connus pour utiliser les fusibles électroniques de cette manière,.

## Implémentations
Liste non-exhaustive d'utilisations des eFuse pour l'ajustement de performances, ou d'identifiants unique :
- Les processeurs IBM POWER5 et POWER6[3]
- Les ordinateurs centraux IBM System z9 and System z10[9]
- Les processeurs Intel Westmere[4].
- La famille TI MSP430 MCU, pour des identifiants uniques.

Liste non-exhaustive d'utilisations des eFuse pour la restriction matérielle :
- Processeur IBM/Microsoft Xenon dans la console de jeu Xbox 360[10],[11],[12].
- Le SoC NVidia Tegra X1 utilisé dans la console de jeu vidéo Nintendo Switch[7].

## Variantes
Les fusibles électroniques réarmables sont utilisés pour protéger les circuits. Ils agissent de la même manière que les fusibles réarmables et sont généralement livrés sous forme de puce autonome.
Il existe plusieurs manières de mettre en œuvre un antifusible en silicium.